# DaVita
DaVita Inc. ist ein weltweit tätiger US-amerikanischer Anbieter von Dialysedienstleistungen für Patienten mit chronischem und akutem Nierenversagen.

## Unternehmensgeschichte
Das Unternehmen wurde 1994 als Total Renal Care (TRC) gegründet. CEO war Victor Chaltiel. Chaltiel trat im Juli 1999 nach zwei enttäuschenden Quartalsberichten und einer Reihe von Class Action Suits, unter anderem wegen unzureichender Rechnungslegung (inadequate financial statement disclosures), zurück. Das Unternehmen war dem Konkurs nah und die Marktkapitalisierung lag unter 200 Millionen USD. Im Oktober 1999 wurde der Harvard-Absolvent Kent Thiry neuer CEO. Er strukturierte das Unternehmen grundlegend um und änderte den Namen in DaVita. Thiry nutzte dabei teilweise ungewöhnliche Methoden. So traten er und andere Mitglieder des oberen Managements in Kostümen verkleidet als Die drei Musketiere mit Call and Response von All for one, one for all („Einer für alle, alle für einen“) vor den Mitarbeitern des Unternehmens auf. Das Unternehmen wuchs in den Folgejahren kontinuierlich und hat heute, Stand Dezember 2021, eine Marktkapitalisierung von etwa 11 Milliarden Euro. Mit Wirkung zum 1. Juni 2019 wurde Thiry durch Javier J. Rodriguez als CEO abgelöst.
Zwischen 2012 und 2015 zahlte DaVita in drei Prozessen nahezu 1 Milliarde USD wegen Betrugs des staatlichen Medicare-Systems. Die Zahlungen erfolgten ohne Schuldeingeständnis (does not admit any wrongdoing) des Unternehmens. Aktuell läuft ein Prozess gegen das Unternehmen und den ehemaligen CEO Kent Thiry wegen Wettbewerbsverstößen und Behinderung der Arbeitnehmerfreizügigkeit. Stand Dezember 2021 war das Verfahren noch nicht abgeschlossen.
In den Vereinigten Staaten betreibt DaVita 2.822 ambulante Dialysezentren, außerhalb der Vereinigten Staaten betreibt das Unternehmen 333 ambulante Dialysezentren in 10 Ländern, welche zusammen rund 241.600 Patienten versorgen. (Stand: September 2021) DaVitas größter Konkurrent ist das Unternehmen Fresenius Medical Care (FMC).

## DaVita in Deutschland
Seit dem 1. Oktober 2021 ist Tobias Große Wentrup Vorstandsvorsitzender und CEO von DaVita in Deutschland.
In Deutschland hat das Unternehmen mit Stand 16. Dezember 2021 insgesamt 65 Dialysezentren. Folgende Gesellschaften unterhält DaVita in Deutschland:
- DaVita Deutschland AG
- DaVita Deutschland Beteiligungs GmbH & Co. KG
- DaVita Germany GmbH
- MVZ DaVita Alzey GmbH
- MVZ DaVita Aurich GmbH
- MVZ DaVita Bad Aibling GmbH
- MVZ DaVita Bad Düben GmbH
- MVZ DaVita Dillenburg GmbH
- MVZ DaVita Dinkelsbühl GmbH
- MVZ DaVita Dormagen GmbH
- MVZ DaVita Dresden GmbH
- MVZ DaVita Duisburg GmbH
- MVZ DaVita Elsterland GmbH
- MVZ DaVita Emden GmbH
- MVZ DaVita Falkensee GmbH
- MVZ DaVita Gera GmbH
- MVZ DaVita Markgräflerland GmbH
- MVZ DaVita Mönchengladbach GmbH
- MVZ DaVita Neuss GmbH
- MVZ DaVita Niederrhein GmbH
- MVZ DaVita Nierenzentrum Aachen Alsdorf GmbH
- MVZ DaVita Nierenzentrum Berlin-Britz GmbH
- MVZ DaVita Nierenzentrum Hamm-Ahlen GmbH
- MVZ DaVita Prenzlau-Pasewalk GmbH
- MVZ DaVita Rhein-Ahr GmbH
- MVZ DaVita Rhein-Ruhr GmbH
- MVZ DaVita Salzgitter-Seesen GmbH
- MVZ DaVita Schwalm-Eder GmbH
- MVZ DaVita Süd-Niedersachsen GmbH
- MVZ DaVita Viersen GmbH

## Verquickung mit der Politik
Während ihrer Zeit als Bundestagsabgeordnete beriet die CDU-Politikern Karin Maag das Unternehmen, wofür sie zwischen 3.500 und 7.000 jährlich erhielt. In dieser Zeit war sie Mitglied des Gesundheitsausschusses. Sie sieht in ihrer Nebentätigkeit aber keinen Interessenkonflikt. Die Organisation Lobbycontrol dagegen schon: „Die DaVita Medical Group könnte einerseits von Maags Insiderwissen profitieren und somit einen Vorteil gegenüber anderen Akteuren in dem Feld haben“, sagte Ulrich Müller von Lobbycontrol. „Außerdem besteht das Risiko, dass Frau Maag bei politischen Entscheidungen nicht unbefangen ist und möglicherweise bewusst oder unbewusst Positionen der DaVita Medical Group stärker berücksichtigt als andere Positionen.“